# 北五里井站
北五里井位于中华人民共和国安徽省合肥市包河区北二环路与蒙城路交叉口地下，是合肥轨道交通5号线的地铁车站。工程站名北二环路站，曾计划命名为北二环站，于2022年12月26日开通。

## 车站结构
北五里井站位于蒙城路与北二环交叉口，沿蒙城路南北向布置，车站为地下两层单柱双跨岛式站台，站台宽度12m，设7个出入口，2组风亭，2座冷却塔。